# Penafiel
Cet article possède un paronyme, voir Peñafiel.
Penafiel est une municipalité (en portugais : concelho ou município) du Portugal, située dans le district de Porto et la région Nord.

## Géographie
Penafiel est limitrophe :
- au nord, de Lousada,
- au nord-est, d'Amarante,
- à l'est, de Marco de Canaveses,
- au sud, de Castelo de Paiva,
- à l'ouest, de Gondomar et Paredes.

## Histoire
La municipalité, fondée en 1519, a été connue, jusqu'au règne du roi Joseph Ier, sous le nom d'« Arrifana de Sousa ». Par charte du 24 mars 1770, la dénomination a été changée en Penafiel, tandis que le statut de cité lui était reconnu. La même année, le 1er juin 1770, par bulle du pape Clément XIV, la ville était érigée en siège d'un diocèse de Penafiel, par démembrement partiel du diocèse de Porto. Le diocèse n'aura connu qu'un évêque de plein exercice, jusqu'à sa renonciation en 1777. Le 11 novembre 1778, toutes les paroisses du diocèse étaient réincorporées dans le diocèse de Porto.
Le titre d'évêque de Penafiel, comme ceux d'évêques d'autres diocèses portugais supprimés, continue toutefois à être périodiquement accordé à certains évêques auxiliaires ou coadjuteurs.

## Démographie
| 1801   | 1849   | 1900   | 1930   | 1960   | 1981   | 1991   | 2001   | 2004   |
| ------ | ------ | ------ | ------ | ------ | ------ | ------ | ------ | ------ |
| 18 576 | 26 944 | 31 799 | 37 496 | 49 924 | 64 267 | 68 444 | 71 800 | 72 095 |

## Subdivisions
La municipalité de Penafiel groupe 38 paroisses (freguesia, en portugais) :
- Abragão
- Boelhe
- Bustelo
- Cabeça Santa
- Canelas
- Capela
- Castelões
- Croca
- Duas Igrejas
- Eja
- Figueira
- Fonte Arcada
- Galegos
- Guilhufe
- Irivo
- Lagares
- Luzim
- Marecos
- Milhundos
- Novelas
- Oldrões
- Paço de Sousa
- Paredes
- Penafiel
- Perozelo
- Pinheiro
- Portela
- Rãs
- Rio de Moinhos
- Rio Mau
- Santa Marta
- Santiago de Subarrifana
- São Mamede de Recezinhos
- São Martinho de Recezinhos
- Sebolido
- Urrô
- Valpedre
- Vila Cova

## Personnalités
Joaquim Santos (1952-2024), pilote de rallyes portugais.
Fernanda Ribeiro (1969-), championne olympique et du monde du 10 000 m.
José Fonte (1983-), champion de France en 2021 avec le LOSC_Lille, champion d'Europe 2016 avec l'équipe du Portugal de football.